# 打孔機
打孔機，又稱鑽孔器。打孔機的內部製造材料採用金屬的模式，當打孔機壓下去時可以將內部的氣體釋出，通常透過紙張使用後變成小洞，是辦公室所必備的文具。可以使用专用的打孔机制作活页纸，以搭配活页本使用。

## 早期的打孔機
追溯至早期英國的湯瑪斯·紐科門，設計「打孔紙洞」的裝置已被發明及使用過 。弗里德里希·所內坑 （德語：Friedrich Soennecken）於1886年11月14日製作「Papierlocher für Sammelmappen」，其作品也被認定為他的專利。

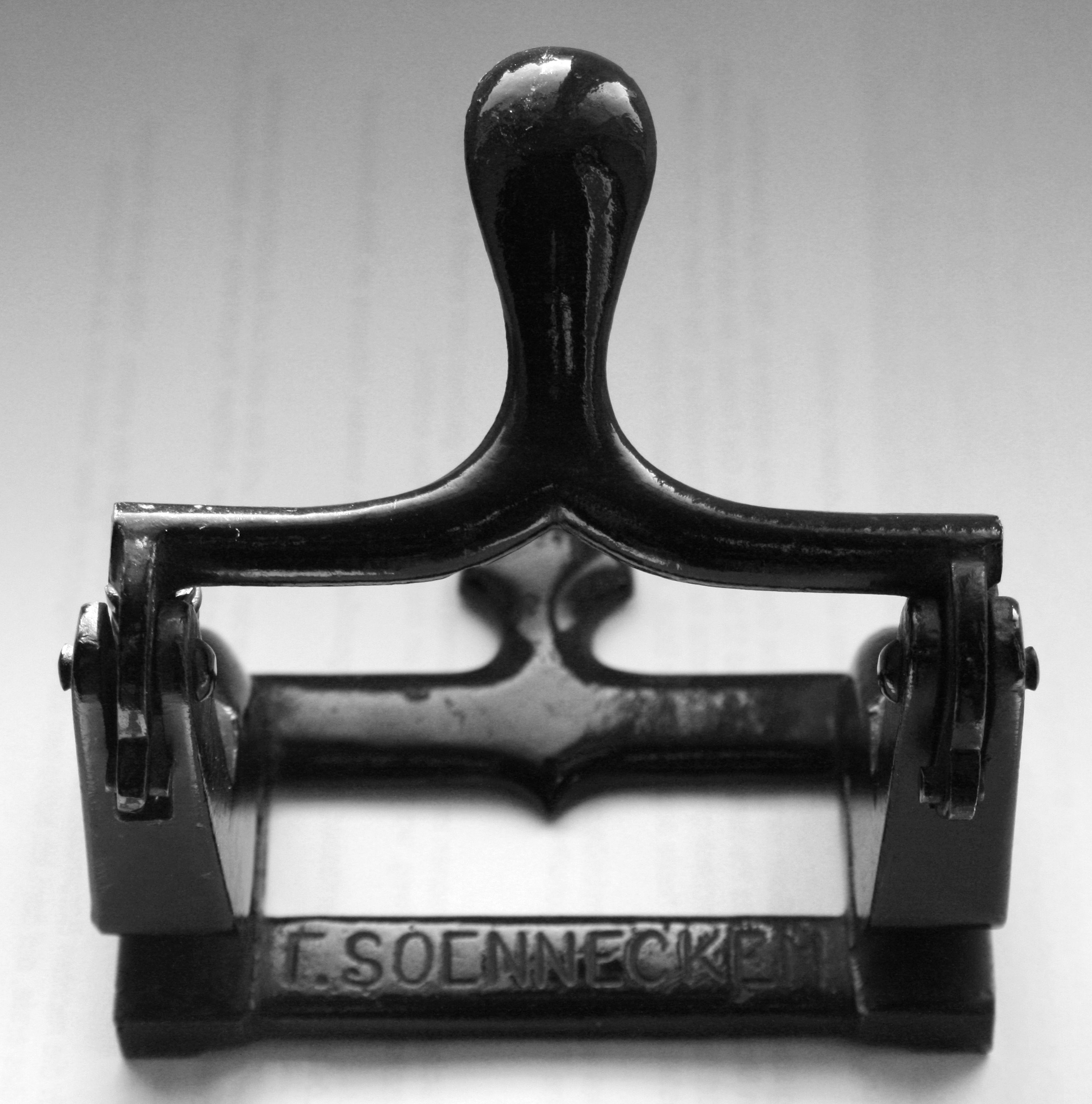
仿古所內坑打孔機
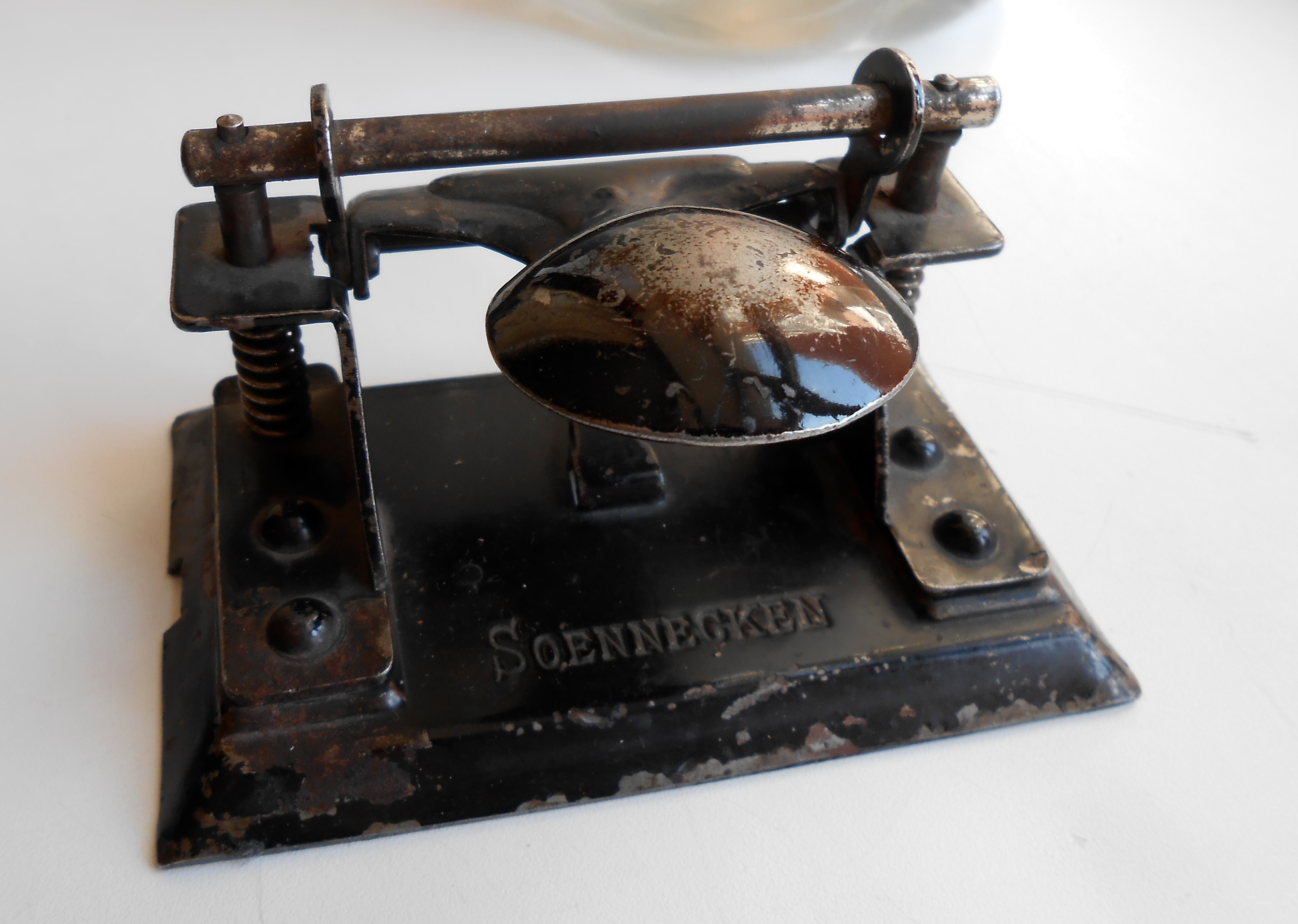
仿古重型所內坑打孔機
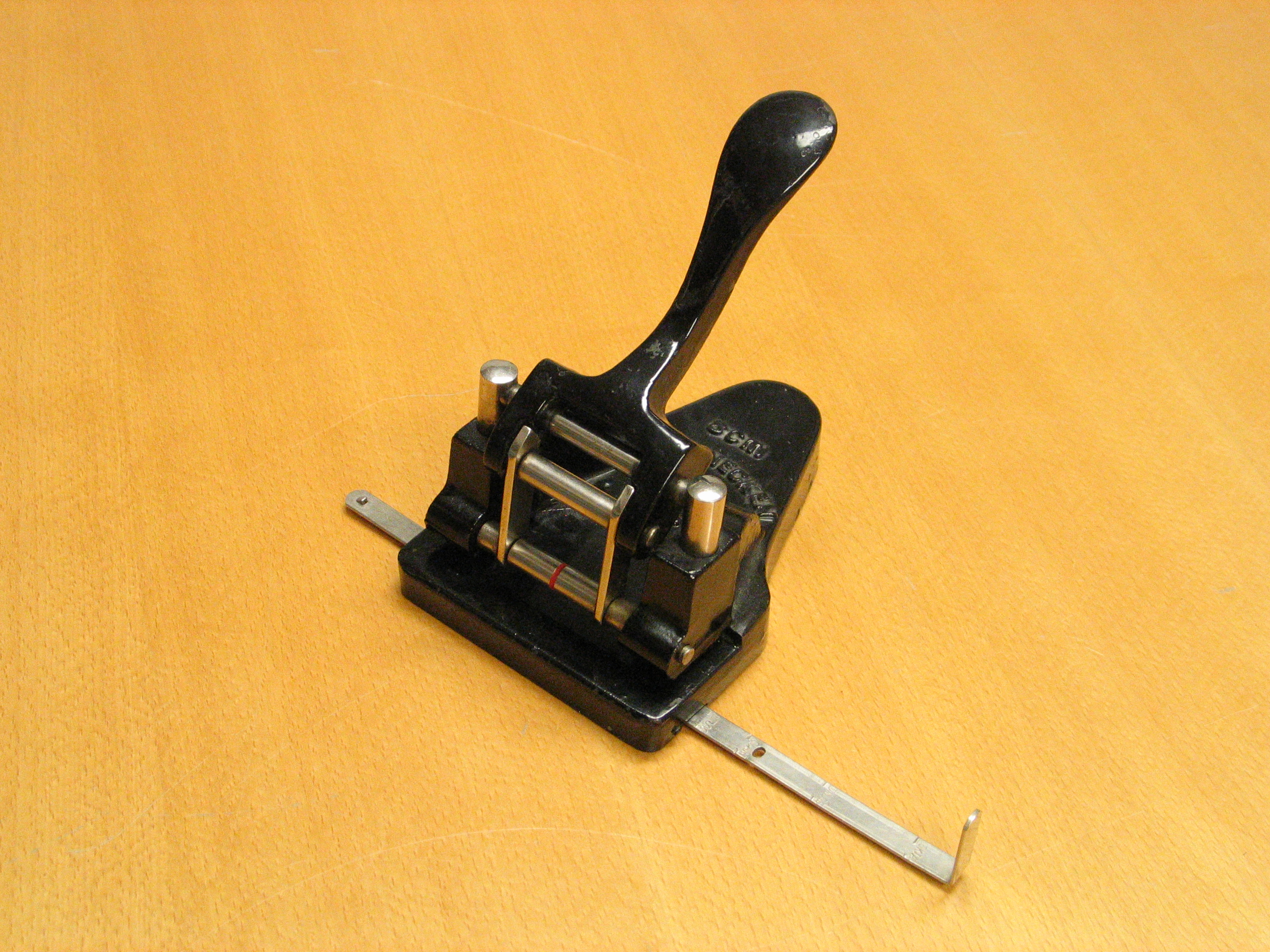
瑞典打孔機
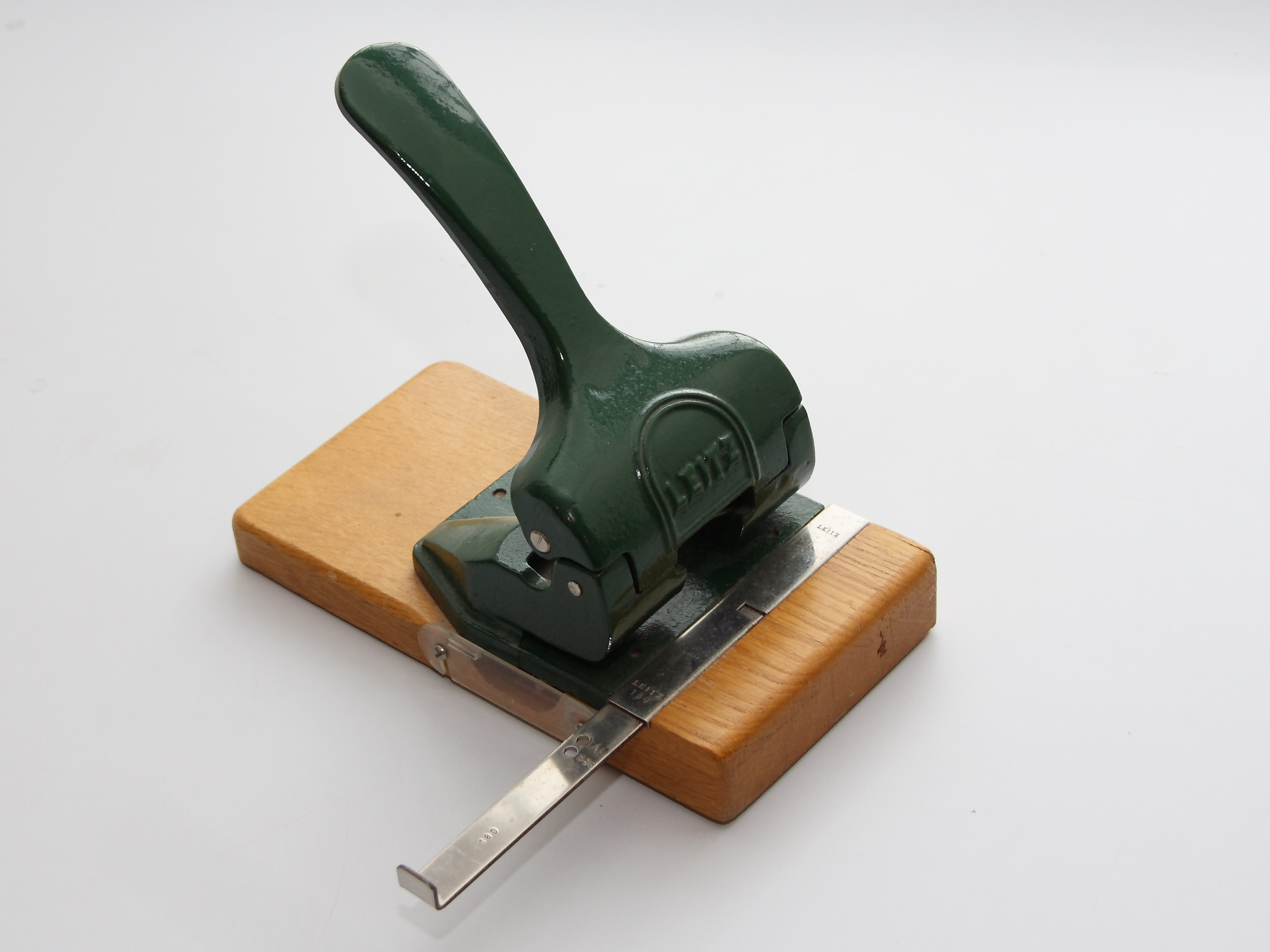
德國萊茨打孔機
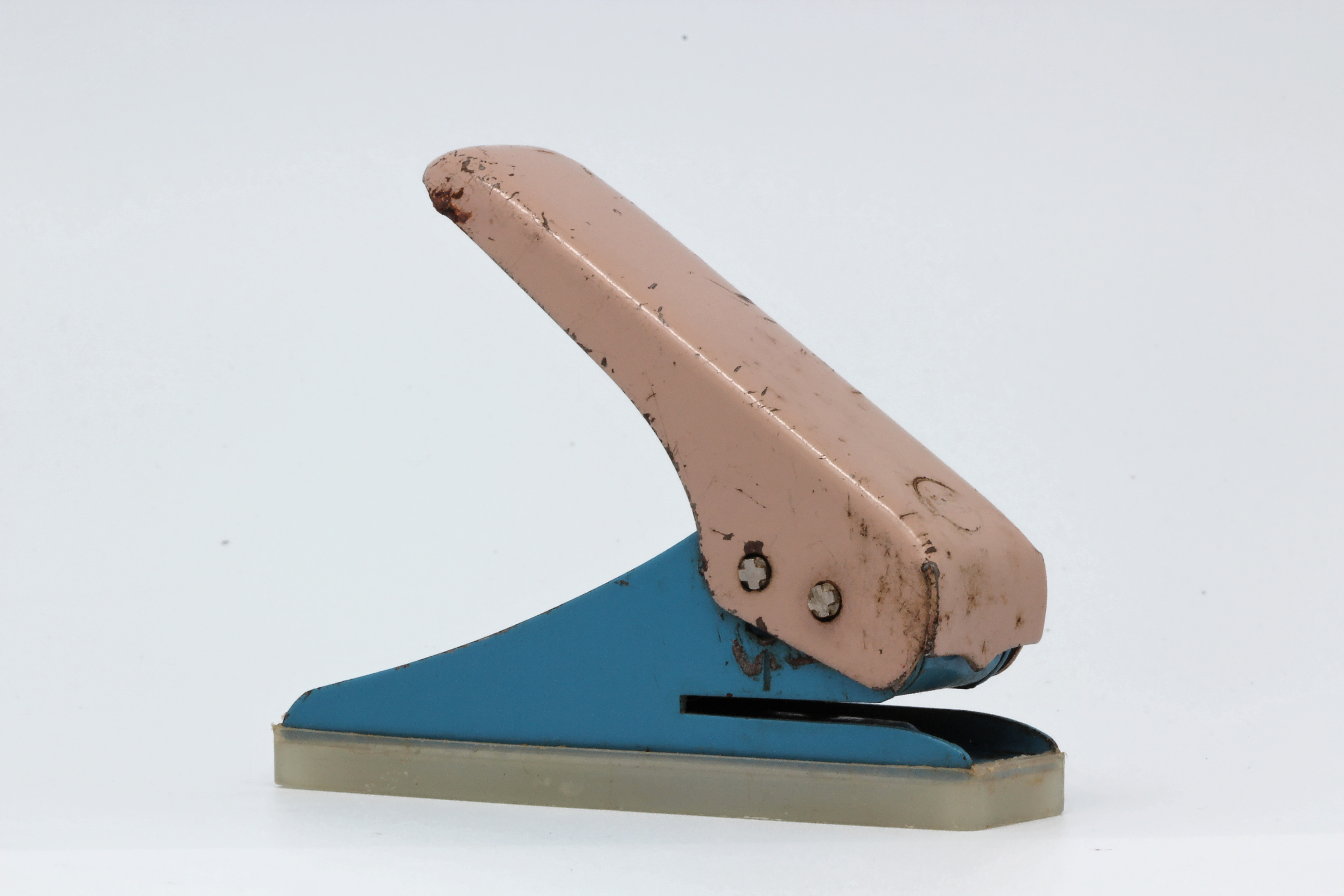
日本製造的打孔機

## 紀念
Google公司於2017年11月14日更改其首頁的塗鴉，以慶祝打孔機問世131週年。